# ルイス・カルロス・ガラン・サルミエント

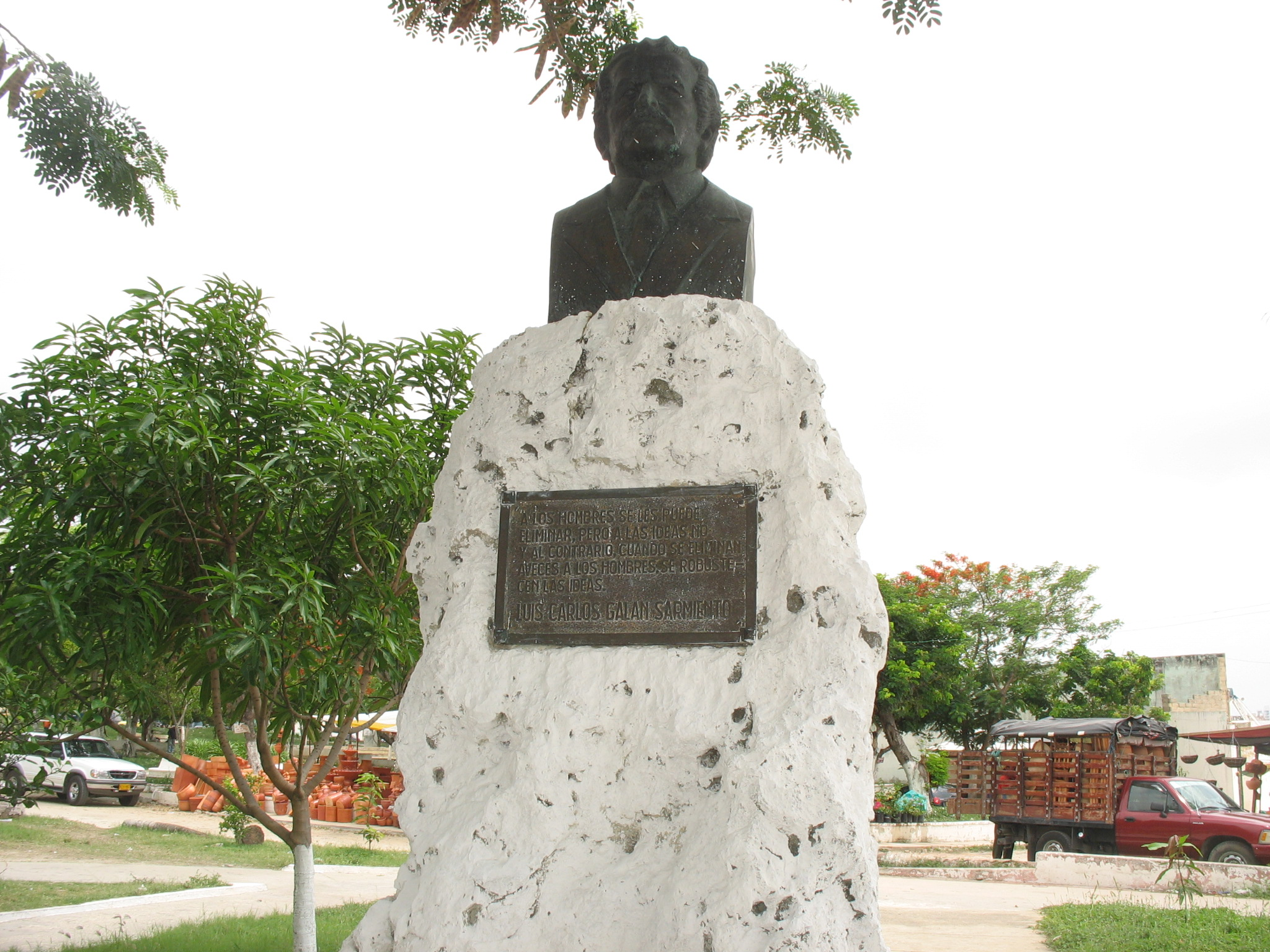
ガランの胸像

ルイス・カルロス・ガラン・サルミエント（Luis Carlos Galán Sarmiento、1943年9月29日 - 1989年8月18日）は、コロンビアの政治家。ブカラマンガの出身。

## 人物
国内外の政治を担当する新聞記者であったが、コロンビア大統領であったミサエル・パストラーナ・ボレーロに見いだされ、政界に進出した。所属政党はコロンビア自由党。1982年の大統領選挙に立候補したが、本選挙でコロンビア保守党のベリサリオ・ベタンクールに敗北した。
そして迎えた1989年、二回目の立候補となる大統領選挙の最中にボゴタ近郊を遊説中、複数のヒットマンにマシンガンなどで銃撃され射殺された。45歳没。ガランの暗殺は、ガランが主張していた麻薬の規制強化に反発したメデジン・カルテルのボスパブロ・エスコバルの組織によるものであり、後に実行犯の一人であるジョン・ハイロ・ベラスケスは懲役30年の判決を受けた。大統領選挙は、死亡したガランに代わってセサル・ガビリアがコロンビア自由党の大統領候補となり本選挙で勝利した。
2005年には、ガランの暗殺に関わったとして元司法大臣のアルベルト・サントフィミオ・ボテロが逮捕されている。裁判では、殺人を請け負ったジョン・ハイロ・ベラスケスが検察側の証人として証言したこともあり、2007年10月11日、サントフィミオは懲役24年の判決を受けた。